# Ouzous
Ouzous é uma comuna francesa na região administrativa de Occitânia, no departamento dos Altos Pirenéus. Estende-se por uma área de 4,76 km². Em 2010 a comuna tinha 220 habitantes (densidade: 46,2 hab./km²).